# Sääsekõrva
Sääsekõrva – wieś w Estonii, w prowincji Tartu, w gminie Luunja.